# モスクヴィッチ
モスクヴィッチ（Moskvitch、ロシア語: Москвич）は1930年から2002年に破産するまで存続した旧ソ連・ロシアの自動車メーカーである。同国の代表的な小型ファミリーカーとして知られた。「モスクヴィッチ」とは「モスクワっ子」という意味である。

## 概要
1930年に創業した年産24,000台規模の「モスクワ自動車工場」は、第二次世界大戦のためウラル地方のミアスに設備を疎開させた。終戦後、その跡地に、敗戦国となったドイツから接収したオペル・カデットの生産設備を移設、1947年から小型乗用車の生産を開始した。工場名は「MZMA」（Moskovsky Zavod Malolitrazhnykh Avtomobiley/モスクワ小型自動車工場）と命名された。最初の生産車種はカデットとほとんど変わらない「400」であったが、後継車種はソ連人エンジニアによって自主開発された。1969年には工場名が「AZLK」 （Avtomobilny Zavod imeni Leninskogo Komsomola/青年共産主義団自動車工場）に改められた。
丈夫で比較的手頃な価格の乗用車として広く用いられ、西欧・東欧諸国にも広く輸出され、1966-90年にはブルガリアでノックダウン生産、1960年代には少数が日本にも輸入販売された程であったが、1970年からフィアット・124をベースとした西欧流の設計のジグリ（輸出名ラーダ）の生産が開始されると、人気を奪われるようになった。
1986年になってようやく、新しい設計の新型車「アレコ-2140/2141」が登場した。前輪駆動の5ドアハッチバックで、外観はタルボ・1510に酷似していたが、エンジンは従来のモスクヴィッチ車の流用で縦置きされており、リアサスペンションの形式を含めてシャシーはアウディ・80/100にヒントを得たようである。アレコは1960年代前半の基本設計であった旧モスクヴィッチよりは長足の進歩を遂げていたが、旧ソ連が崩壊し西側の最新型車が流入しはじめた1990年代になると競争力は急激に低下した。「AZLK」は1990年代前半に「OAOモスクヴィッチ」(Moskvitch Joint Stock Company) と改名され民営化されたが、2002年に経営破綻し、工場は閉鎖となった。
2005年、アフトフラモス（モスクワ市とフランスのルノーが合弁で設立）が工場の一部を取得し、ルノー・ロガンのノックダウン生産を開始した。しかしOAOモスクヴィッチ社は2006年に破産申し立てが認められ、2007年には清算手続きが完了し、残る工場跡地も処分された。
2022年5月、ルノーがロシアのウクライナ侵攻を理由にロシアからの撤退を表明したことを受け、モスクワ市長セルゲイ・ソビャーニンはルノーの工場を利用してモスクヴィッチのブランドを復活させると発表した。

## 主な生産車種

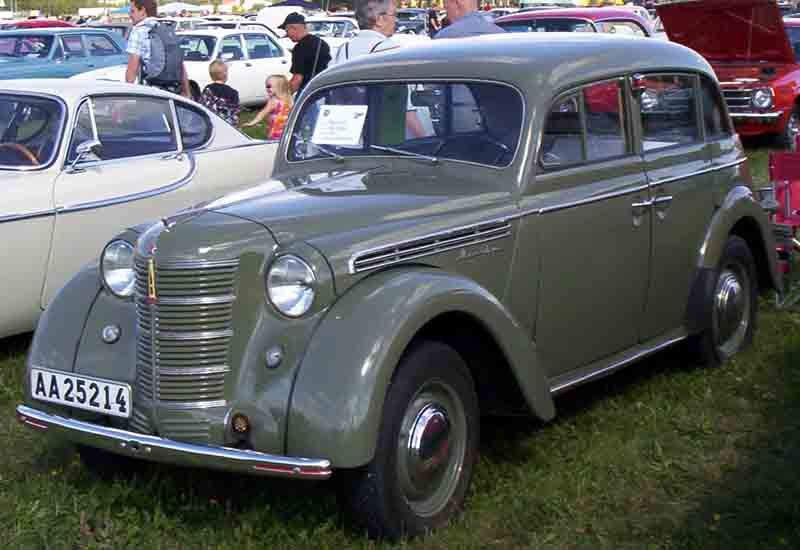
カデットとほぼ同型の400
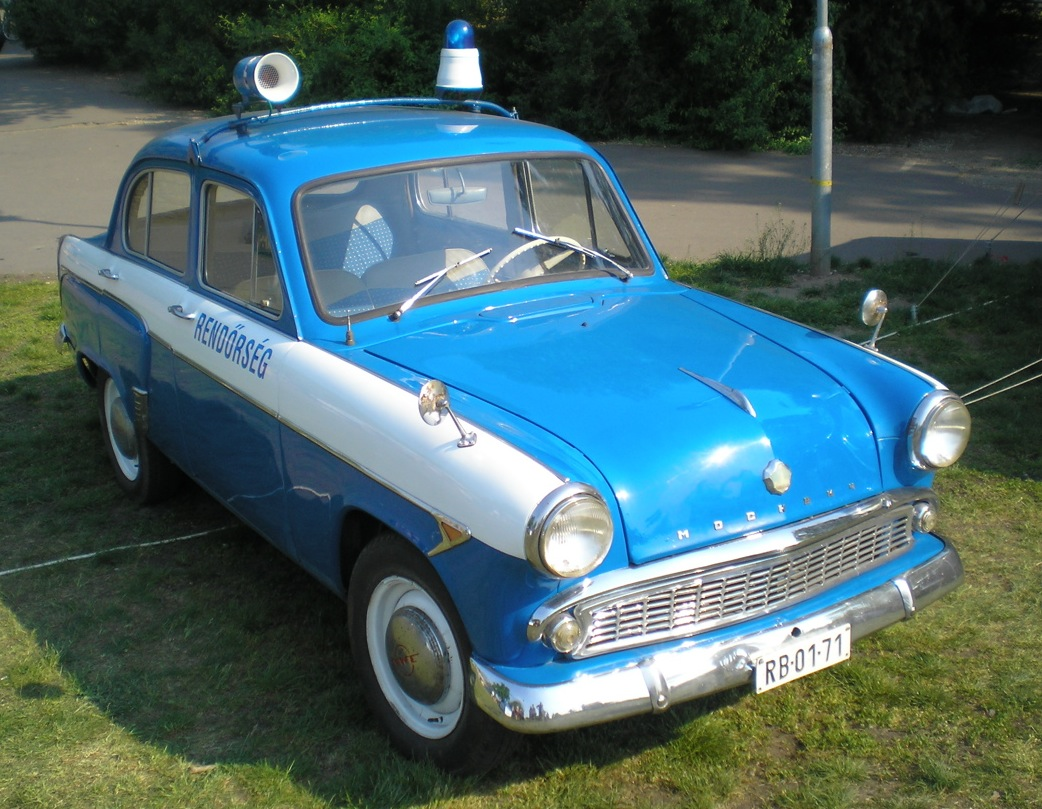
407
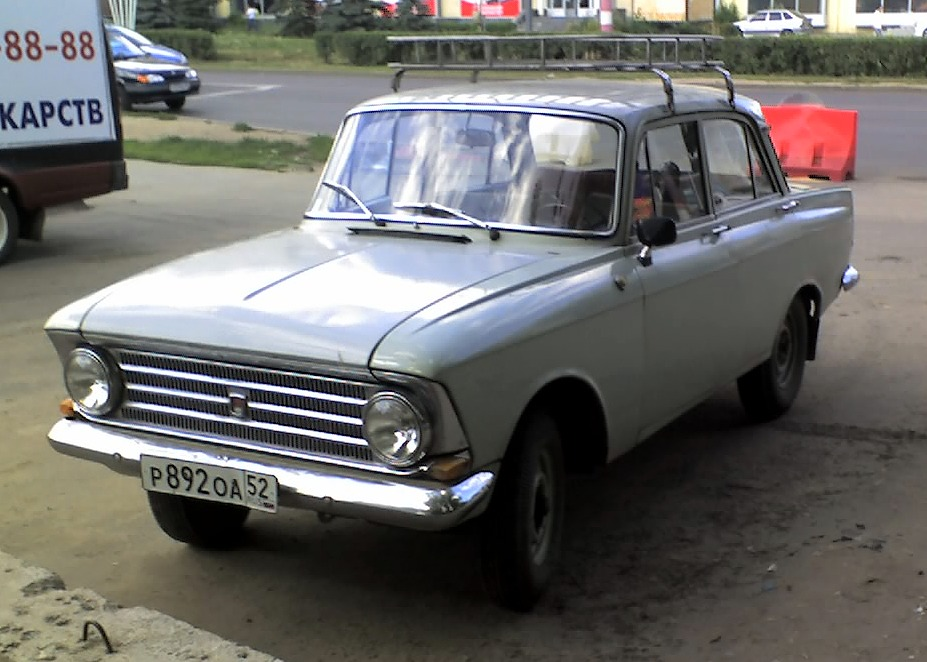
408
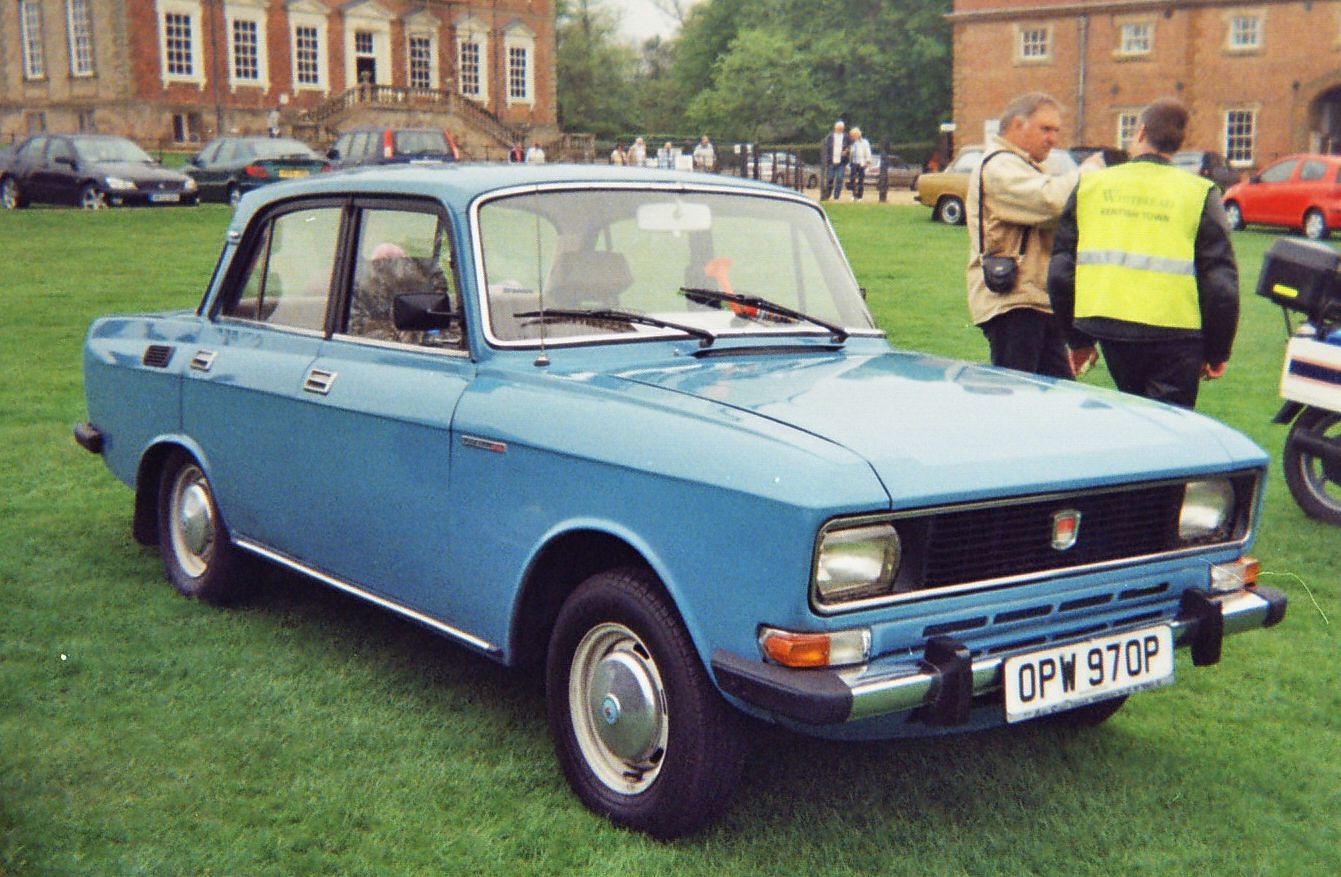
2140（輸出名1500）
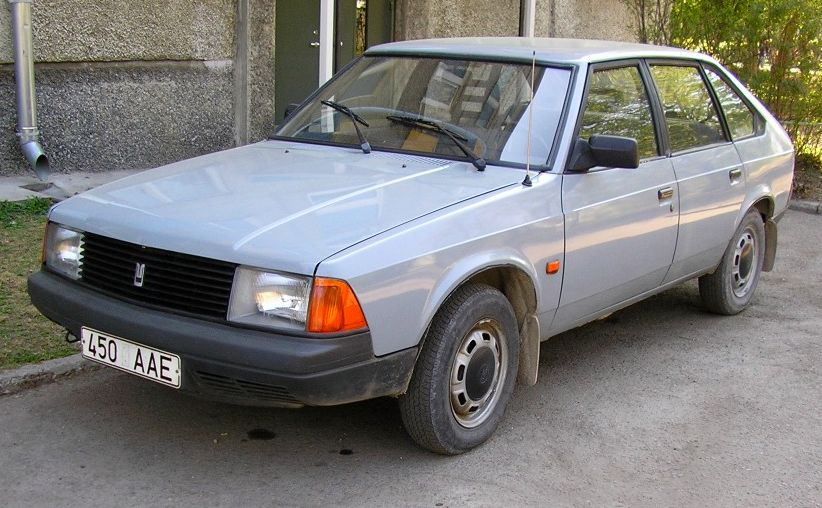
2141S
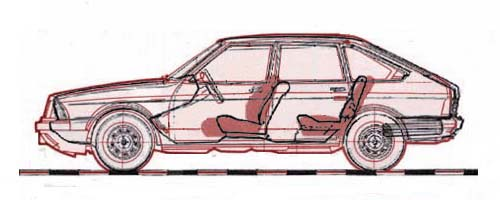
タルボ・1510とアレコの比較
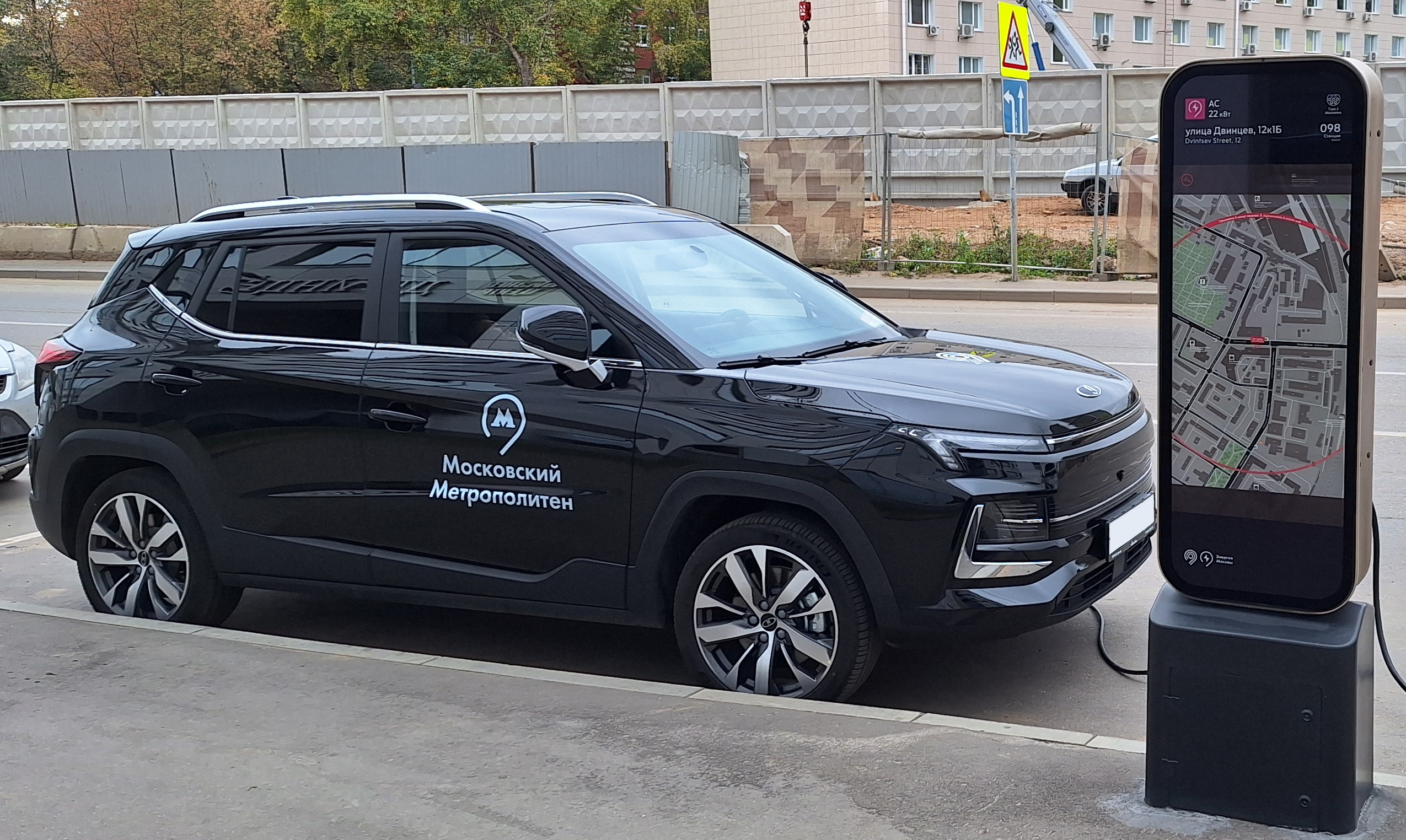
3е

- 初代(1946-55年)　接収したオペル・カデットの生産設備で作られた同車のコピー。セダン型の400/401、ワゴン型の422、コンバーチブルの420なども生産された。

- 二代目(1956-63年)　自社開発の、日本のトヨペット・スーパーに良く似た丸みを帯びたスタイルとなった。初期はオペル時代のサイドバルブエンジンを流用したが、1958年以降、自社開発のOHVエンジンを搭載し、「403」「407」と発展した。当時としてはユニークな四輪駆動乗用車の410型、ワゴン版の「423」「424」も生産された。

- 三代目(1964-85年)　角張った車体にモデルチェンジされ、改良を受けつつ長く生産された。当初は408と呼ばれたが、1967年にエンジンがSOHC化され、角型ヘッドライトの412となった。両車のワゴン版はそれぞれ「426」「427」と呼ばれた。1976年以降は「2136」「2137」「2138」「2140」となった。輸出市場では「モスクヴィッチ・1500」など、排気量が呼称となっていた。

- 四代目(1986-2002年)　「アレコ-2140/2141」は前輪駆動の5ドアハッチバックとなり、大幅に近代化された。1980年代には「ラーダ・アレコ」として西側諸国にも輸出された。